# Ansonia inthanon
Ansonia inthanon är en groddjursart som beskrevs av Matsui, Nabhitabhata och Somsak Panha 1998. Ansonia inthanon ingår i släktet Ansonia och familjen paddor. IUCN kategoriserar arten globalt som otillräckligt studerad. Inga underarter finns listade i Catalogue of Life.